# Lissoteles
Lissoteles is een vliegengeslacht uit de familie van de roofvliegen (Asilidae).

## Soorten
- L. acapulcae Martin, 1961
- L. aquilonius Martin, 1961
- L. austrinus Martin, 1961
- L. autumnalis Martin, 1961
- L. blantoni Martin, 1961
- L. capronae Martin, 1961
- L. fernandezii Kaletta, 1976
- L. hermanni Bezzi, 1910
- L. vanduzeei Cole, 1923